# Trigonodes maxima
Trigonodes maxima là một loài bướm đêm trong họ Noctuidae.